# Barentù
Barentù (in tigrino ባረንቱ) è una città nell'Eritrea sudoccidentale, capoluogo del distretto omonimo e della regione di Gasc-Barca. Si trova a sud di Agordat, ed è la città principale del popolo Cunama.
La città è sempre stata tipicamente centro agricolo e di attività minerarie. La città è stata gravemente danneggiata durante la guerra fra Eritrea ed Etiopia ed è tuttora in ricostruzione.